# Piccola Sanremo
La Piccola Sanremo (oficialment: Piccola Sanremo-Gran Premio Sovizzo) és una competició ciclista italiana d'un sol dia i que es disputa anualment pels voltants de Sovizzo a la província de Vicenza. Està reservada a ciclistes amateurs i sub-23.

## Palmarès
| Any      | Vencedor              | Segon                  | Tercer              |
| -------- | --------------------- | ---------------------- | ------------------- |
| 1972     | Lino Cornale          | Antonio Colpo          | Lino Porrini        |
| 1973 (1) | Salvatore Ghisellini  | Mosè Segato            | Simone Fraccaro     |
| 1973 (2) | Giovanni Zago         | Angelo Codognato       | Adelino Vivenzi     |
| 1974 (1) | Vittorio Algeri       | Giuseppe Martinelli    | Giuseppe Tabanelli  |
| 1974 (2) | Antonio Caldari       | Paolo Casarotto        | Giuseppe Capellari  |
| 1975     | Fiorenzo Geremia      | Flavio Miozzo          | Mario Gialdi        |
| 1976     | Lucio Di Federico     | Ivo Gobbi              | Giuliano Zanetti    |
| 1977     | Walter Delle Case     | Giovanni Viero         | F. Martellozzo      |
| 1978     | Silvano Di Biasi      | Claudio Pettinà        | Francesco Caneva    |
| 1979 (1) | Giovanni Biason       | Daniele Caroli         | Gastone Martini     |
| 1979 (2) | Claudio Pettinà       | Ivano Bagarello        | Loris Bedon         |
| 1980 (1) | Flavio Zappi          | Benedetto Patellaro    | Fiorenzo Aliverti   |
| 1980 (2) | Bruno Cenghialta      | Ferdinando Beschin     | F. Diquigiovanni    |
| 1981     | Enzo Serpelloni       | P. Bergonzi            | Sandro Lerici       |
| 1982     | Nicola Vanin          | Gianmarco Saccani      | Giuliano Pavanello  |
| 1983     | Domenico Cavallo      | Mario Del Pup          | Renato Piccolo      |
| 1984     | Flavio Chesini        | Claudio Chiappucci     | Ivan Mazzocco       |
| 1985     | Flavio Chesini        | Patrick Serra          | Federico Ghiotto    |
| 1986     | Antonio Morbiato      | Flavio Borreggio       | Lucio Vecchiato     |
| 1987     | Flavio Vanzella       | Daniele Pizzol         | Eros Poli           |
| 1988     | Tiberio Savoia        | Michele Corrocher      | Fabrizio Bontempi   |
| 1989     | Marco Toffali         | Moreno Tocchet         | Michele Poser       |
| 1990     | Andrea Tozzo          | Fabio Baldato          | Rudy Mordegan       |
| 1991     | Mauro Bettin          | Denis Zanette          | Gianluca Gorini     |
| 1992     | Gianluca Gorini       | Mauro Bettin           | Michele Tozzo       |
| 1993     | Biagio Conte          | Mauro Bettin           | Gianluca Pianegonda |
| 1994     | Oscar Dalla Costa     | Biagio Conte           | Sergio Previtali    |
| 1995     | Stefano Finesso       | Leonardo Calzavara     | Flavio Zandarin     |
| 1996     | Marzio Bruseghin      | Alessandro Spezialetti | Giuseppe Palumbo    |
| 1997     | Ivan Basso            | Matteo Frutti          | Giuliano Figueras   |
| 1998     | Paolo Bossoni         | Leonardo Giordani      | Mario Foschetti     |
| 1999     | Paolo Bono            | Fabio Testi            | Pavel Zerzan        |
| 2000     | Dmitri Parfimovitch   | Antonio D'Aniello      | Sergey Matveyev     |
| 2001     | Stefano Laguna        | Alessandro Ballan      | Lorenzo Bernucci    |
| 2002     | Aliaksandr Kuschynski | Ivan Fanelli           | Luca Solari         |
| 2003     | Mirco Lorenzetto      | Elia Rigotto           | Andrea Curino       |
| 2004     | Harald Starzengruber  | Mirko Allegrini        | Drasutis Stundzia   |
| 2005     | Gene Bates            | Tiziano Dall'Antonia   | Marco Bandiera      |
| 2006     | Davide Tortella       | Devid Garbelli         | Mauro Finetto       |
| 2007     | Luca Zanderigo        | Alex Crippa            | Ermanno Capelli     |
| 2008     | Sacha Modolo          | Gianluca Brambilla     | Cristiano Monguzzi  |
| 2009     | Alessandro Mazzi      | Davide Appollonio      | Derik Zampedri      |
| 2010     | Tomas Alberio         | Rafael Andriato        | Nicola Boem         |
| 2011     | Kristian Sbaragli     | Mirko Puccioni         | Paolo Colonna       |
| 2012     | Enrico Barbin         | Davide Formolo         | Fabio Aru           |
| 2013     | Nicola Gaffurini      | Andrea Vaccher         | Davide Orrico       |
| 2014     | Iuri Filosi           | Michele Gazzara        | Giacomo Berlato     |
| 2015     | Simone Consonni       | Nicolò Rocchi          | Alfio Locatelli     |
| 2016     | Nicola Bagioli        | Edward Ravasi          | Mark Padun          |
| 2017     | Andrea Toniatti       | Nicolò Rocchi          | Matteo Natali       |